# 里奇菲爾德 (加利福尼亞州)
里奇菲爾德（英語：Richfield）是位於美國加利福尼亞州蒂黑馬縣的一個人口普查指定地區。

## 地理
里奇菲爾德的座標為39°58′27″N 122°10′26″W / 39.97417°N 122.17389°W，而該地最高點為海拔高度82米（即269英尺）。

## 人口
根據2010年美國人口普查的數據，里奇菲爾德的面積為1.450平方千米，均為陸地。當地共有人口306人，而人口密度為每平方千米211人。